# آل شتيسيل

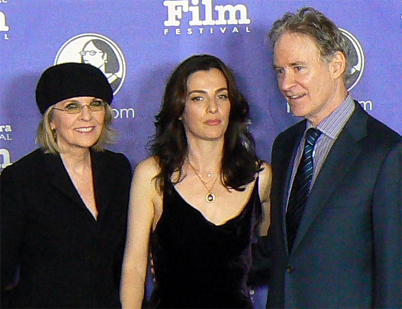
ابطال المسلسل

آل شتيسيل (بالعبرية: שטיסל‏) هو مسلسل درامي تلفزيوني إسرائيلي عن عائلة خيالية حريدية (يهودية متشددة) تعيش في جيولا بالقدس. من ابتكار وكتابة أوري إيلون ويهوناتان إندرسكي, عُرض المسلسل لأول مرة في 29 يونيو 2013 على «نعم أوه» . بدأ التوزيع عبر خدمة البث عبر الإنترنت نتفليكس في عام 2018. كان للموسمين الأولين 12 حلقة في كل موسم والموسم الثالث 9 حلقات.
في مايو 2019, تم تجديد العرض للموسم الثالث, الرغم من تأخر التصوير بسبب جائحة فيروس كورونا. تم إصدار مقطع دعائي في سبتمبر, يكشف أن الموسم الثالث قد تم تحديده بعد سبع سنوات من وفاة والدة أكيفا (بعد ست سنوات من أحداث الحلقة الأولى). تم عرض الموسم الثالث لأول مرة في 20 ديسمبر 2020 وأصبح متاحًا على نتفليكس بدءًا من 25 مارس 2021.

## ملخص
سلسلة يتبع حياة شولام آل شتيسيل (دوف جليكمان)، البطريرك آل شتيسيل و حاخام في المحلي cheder, وكذلك أعضاء آخرين من عائلته. يقع آل شتيسيل في حي الحريديم الخالي من الإنترنت. يتبع المجتمع العادات الحريدية الصارمة وغالبًا ما يتسبب انتهاك الأعراف في حدوث فوضى داخل الأسرة. ومع ذلك, فإن الشخصيات الأكثر انفتاحًا على أسلوب الحياة العلماني تعكس اعتدال جيولا مقارنة بجيرانهم في ميا شعاريم, المجتمع المجاور المعروف بالتطرف الديني.

## طاقم التمثيل
- دوف جليكمان في دور شولم شتيزل
- مايكل ألوني في دور أكيفا شتيسيل
- نيتا ريسكين في دور جيتي فايس
- شيرا هاس في دور روشامي فايس / تونيك[12]
- ساريل بيترمان في دور تسفي أري شتيزيل
- زوهار شتراوس في دور ليبي فايس
- مون شافيت في دور إستي جوتليب
- أورلي سيلبيرساتز باناي في دور أليزا جفيلي
- أييليت زورير في دور إليشيفا روتشتاين
- ساسون جاباي في دور نخم شتيسيل
- جال فيشل في دور يوسايل فايس
- أوري إيلوفيتز في دور هايمكي فايس
- هداس يارون في دور ليبي شتيسيل
- إليانا شيشتر في دور توفى شتيزل
- دانيلا كيرتز في دور راشيلي واربورغ
- حنا ريبر في دور مالكا شتيسيل (جدة, الموسم 1)
- ليا كونيغ في دور مالكا آل شتيسيل (جدة, الموسم 2, إعادة صياغة بسبب وفاة ريبر[13])
- يوآف روتمان بدور حنينا تونيك

## الحبكة

### الموسم 1
أكيفا شتيسيل رجل حريدي أعزب يبلغ من العمر 26 عامًا ويعيش مع والده شولم شتيسيل, وهو أرمل. يبدأ أكيفا العمل كمدرس في cheder, ويقع في حب أليشافا روتشتاين, والدة طالب في فصله, والتي ترملت مرتين. يطلب من الخاطبة كونيجسبيرج ترتيب لقاء لهم, مما يثير استياء والده, الذي يريد أكيفا أن يتزوج شابة لم تتزوج. تلتقي إليشيفا وأكيفا مرة واحدة بناءً على إصرار عكيفا, وترفض الاستمرار. شولم تحث عكيفا على لقاء إستي جوتليب البالغة من العمر 19 عاما. في لقائهما الثاني, يقول أكيفا, الذي لا يزال يحب إليشيفا, إنه غير مستعد بعد للزواج, وتبدأ إستي في البكاء. في مواجهة الشعور بالذنب, يتقدم أكيفا بالزواج من إستي, ويتزوجان.
جيتي فايس, ابنة وأخت عائلة شتيزل, تودع زوجها ليبي فايس, الذي يسافر إلى الأرجنتين لمدة ستة أشهر كجزء من وظيفته كجزار كوشير. أخبر رئيس ليبي جيتي أنه هرب مع أحد غير اليهود. تشعر «جيتي» بالعار وتبحث عن عمل لإعالة أطفالها الخمسة. تعمل جليسة أطفال لسيدة علمانية ثم تتبادل الأموال في المنزل. على الرغم من أنها لا تزال تحبه, إلا أنها تعترف بالمصاعب التي تسبب بها زوجها لابنتها الكبرى روشامي, التي تشعر بالاستياء من ليبي. بعد شعوره بالذنب, قرر العودة إلى المنزل ويكافح من أجل الحصول على المغفرة من روشامي. ترفض جيتي مناقشة الماضي, لكن غضبها يظهر بطرق أخرى.
يتنافس Zvi Arye, شقيق غيتي و أكيفا, على وظيفة تدريس في المدرسة التوراتية, حيث يدرس بجد لكنه لا يحصل على الوظيفة.
تعيش الجدة مالكا, والدة شولم, في دار لرعاية المسنين وتتعرض للتلفاز لأول مرة في حياتها, الأمر الذي يجده تسفي أري وشولم بغيضًا ويبتكران طرقًا عديدة لتخريبها من المشاهدة. إنها تحافظ على علاقة صداقة لطيفة مع جارتها.
أكيفا يجد وظيفة كرسام. يرسم للفنان الحريدي الشهير ليب فوكس. تتكون اتفاقيتهم من رسم أكيفا له, وبيع فوكس للوحات كما لو كانت لوحاته.
شولم لديها علاقة (يأكل طبخها في المنزل وفي منزلها) مع أليزا, وهي حريدية مطلقة تعمل السكرتيرة في منزلها. ومع ذلك, فإن رفضه توضيح نواياه معها يدفعها للبحث في مكان آخر. هذا يدفع شولم في النهاية إلى القيام ببعض التوفيق بينه وبين نفسه.
أكيفا, الذي لا يزال يشكك في خطوبته, يتشاور مع عمه, سوير, الذي ألغى مباراة وظل وحيدًا طوال حياته. يخبر عمه أكيفا أن تسأل إليشيفا إذا كانت تحبه. في محادثة عاطفية, أخبرته أنها كبيرة جدًا عليه ورفضته مرة أخرى. على الرغم من ذلك, أخبر والد إستي أنه لا يحب إستي, وألغى والد إستي الخطوبة بغضب. يطرد شولم الغاضب كيفا من منزله. كيفا تنام في أماكن مختلفة, حتى تتصالح شولم وأكيفا.
تواصل أكيفا الاتصال بـ أليشافا, وفي النهاية اعترفت بحبه. جعلها أكيفا توافق على الانخراط من خلال الوعد بخطوبة لمدة ستة أشهر وأخذها ببطء. ومع ذلك, عندما يتم توقيع عقد الخطوبة, فإن أكيفا تجعله لمدة شهر واحد فقط. يرسم صورة لها ويدرك أنه يرغب في زواج فوري. تفضل أليشافا الانتقال إلى لندن والهروب من توقعات مجتمعهم. بعد أن طلب أكيفا النصيحة من شولم, وبذلك يكشف عن الحدود الحقيقية لخطوبتهما, تزور شولم إليشيفا سرًا وتطلب منها صراحة ترك أكيفا بمفردها. أخرجت إليشيفا فجأة ابنها إسرائيل من المدرسة ذات يوم واتصلت بعكيفا من المطار قائلة إنها ستغادر وأن علاقتهما قد انتهت. تكشف أن شولم زارتها. هذا يؤدي إلى صدع ومغادرة أكيفا المنزل مرة أخرى.
فجأة تواجه الأسرة أزمة حيث تتعرض مالكا شتيزل لحادث بسقوطها على درج أثناء محاولتها مشاهدة برنامجها التلفزيوني المفضل في الطابق السفلي, بعد أن تخلت عن التلفزيون الخاص بها بعد مكائد ابنها شولم. تعرضت لإصابة خطيرة في الرأس تهدد حياتها, وفقدت الوعي وتم إدخالها إلى وحدة العناية المركزة. خوفًا من موتها, تجتمع الأسرة لدعمها.

### الموسم 2
وصل شقيق شولم الأصغر نخم وليبي ابنة نخم إلى القدس لزيارة الأم المريض مالكا والبحث عن مباراة مع ليبي. أصبح عكيفا وليبي ودودين ويبدآن في التفكير في إمكانية الزواج, لكن بعض أفراد الأسرة, وخاصة نخم, يعترضون لأنهم أبناء عمومة. يعرض عكيفا الآن لوحاته في معرض, ويخشى ليبي من أن ينجرف في فنه لدرجة أنه سينسى أن يغمس. وضع نخم والليبي شرطًا بأن يتخلى عكيفا عن الرسم إذا كان يرغب في الارتباط بليبي ؛ يوافق أكيفا, لكنه يخلّ بالوعد لاحقًا, مما دفع ليبي إلى فسخ الخطبة.
غيتي وليبا, اللذان ينتظران مولودًا سادسًا, يفكران في إمكانية تسميته Zelig مقابل مدفوعات من أرملة ليس لديها أطفال ترغب في تسمية طفل على اسم زوجها المتوفى. تعرض غيتي بشكل متهور تسمية الطفل Zelig بدون مقابل ؛ دون علمها, تقبل ليبي مبلغًا من المال من الأرملة. عندما تنزعج جيتي من سلوك الأرملة المتطفّل في المستشفى عندما تلد, قررت أنها تريد تسمية الطفل شيئًا آخر, ولكن في bris, أطلق عليه ليبا اسم Zelig. يضطرب زواجهم مرة أخرى. ببطء, يعملون على حل مشاكلهم, ويفتح غيتي مطعمًا بمبلغ من المال كسبه ليبا في سوق الأوراق المالية.
روشامي, البالغ من العمر خمسة عشر عامًا, يصادق حنينا, طالبة مدرسة دينية متدينة, وتحضر له الطعام حتى يتمكن من الدراسة في وقت متأخر من الليل. بعد أن سمعت روشامي والديها يتحدثان عن مدى تأثير الشائعات حول عائلة فايس على آفاق زواجها, تهرب من حنينا ويتزوجان أمام شهود في أحد المقاهي. يشعر والدا روشامي بالصدمة ويحاولان, وخاصة جيتي, فصل الزوجين الشابين. في النهاية, تقنع جيتي ليبي بإخبار حنينا أن روشامي تريد الطلاق, ويتم ترتيب موعد لتسليم الحصة. ولكن بعد أن قابلت جيتي حنينا بالصدفة في مطعمها وتعرفت عليه قليلاً, تراجعت.
في نهاية الموسم, يتصالح جيتي وليبي مع بعضهما البعض, مع روشامي, ومع حنينا. تخطط روشامي وحنينا لحفل زفاف تقليدي احتفالي بمباركة والديها ؛ على الرغم من الجهود التي بذلها روشامي, لم يظهر والد حنينا المبعثر. تدرك ليبي أنها تريد الزواج من عكيفا دون شروط.

### الموسم 3
أكيفا الآن أرملة ولديها طفلة تدعى دفورالي. نعلم أن ليبي ووالدتها قد ماتتا في الفترة الفاصلة بين الموسمين الثاني والثالث. يرى عكيفا رؤى ليبي ويخوض محادثات مكثفة معها وهو يحاول شق طريقه وسط الحزن. نخم, حزين ومكتئب بشدة, يعيش مع أخيه شولم.
يأتي سوير للزيارة بإعلان مفاجئ: لقد أعاد الاتصال مع نحاما, خطيبته السابقة منذ عقود مضت, وقد انخرطوا مرة أخرى. قبل أن يتمكنوا من الزواج, يموت سوشر فجأة. تتحايل شولم مبدئيًا على نحاما, لكنها تخاطب نخم بدلاً من ذلك, مما يمنحه فرصة جديدة للحياة. بعد فوزها في اليانصيب, تبرعت نحاما بجميع مكاسبها إلى شولم.
يتألم أكيفا عندما علم أن ثلاثًا من لوحاته لليبي قد بيعت لهواة جمع التحف بينما كان مترددًا في منح الإذن له ؛ يعتبرها شخصية للغاية بحيث لا يمكن بيعها. يلتقي بجمع التحف, راشيلي, ويحاول استعادتها, لكنها لن توافق إلا إذا رسم لها ثلاث لوحات أخرى بنفس الجودة, لكن محاولته في القيام بذلك تفشل في إرضائها. بعد الخلط عندما يلتقط صديق لـ أكيفا الطفل الخطأ من الحضانة, تقوم الخدمات الاجتماعية بالتحقيق مع أكيفا وإزالة Dvora'le مؤقتًا من رعايته. نصح أكيفا بالزواج في أسرع وقت ممكن لإثبات قدرته على بناء منزل جيد لـ Dvora'le, وتزوج أكيفا فجأة من Racheli وقام الاثنان بوضعهما بنجاح في تمثيلية للخدمات الاجتماعية. الجاذبية بين أكيفا و Racheli حقيقية, لكن العلاقة تصبح أكثر تعقيدًا عندما تكشف Racheli أنها مصابة باضطراب ثنائي القطب. علاوة على ذلك, لا يزال عكيفا يتشوق لليبي.
روشامي متزوجة الآن بسعادة من حنينا وتعمل كسكرتيرة جدها, لكنها تتوق إلى طفل. انتهى حملها الأول بشكل كارثي, في عملية إجهاض ضرورية طبيًا, وقد تم نصحها بأنها لا تستطيع تحمل الحمل بأمان حتى نهايته. تستكشف هي وحنينا إمكانية إنجاب طفل من خلال بديل, مع تزوير روشامي للحمل حتى تظل عملية تأجير الأرحام سرية تمامًا. توافق حنينا على مضض, بعد استشارة حاخام واستلهام الإلهام في نص ذي صلة, لكن روشامي قامت سراً بإزالة اللولب وتحمل بطفل, ولم تخبر حنينا حتى تقدم الحمل.
في هذه الأثناء, الطفل الثاني لجيتي وليبي, يوسيل, بدأ حتى الآن. يقع في حب الفتاة الأولى التي يلتقي بها, غير مدرك أنه خلط شيرا بأخرى في بهو الفندق - والفتاة التي وقع في حبها ليست الفتاة التي كان والداه يفكران فيها, ولكنها طالبة جامعية جزائرية سفاردية الذين لن يوافقوا. تحت ضغط الوالدين, يلتقي يوسيل ويخاطب شيرا ليفينسون التي اختيرت من أجله, لكن يتضح أنه ليس بينهما الكثير من القواسم المشتركة. في النهاية, عاود الاتصال بالفتاة الأولى التي قابلها, شيرا ليفي, وقطع خطوبته مع شيرا الأخرى.
في نهاية الموسم, يتم خطوبة يوسيل على شيرا ليفي. أكيفا ينتقل للعيش مع راشيلي ؛ تدخل روشامي في المخاض, وتُنقل إلى المستشفى من أجل مخاض خطير, وفي النهاية أنجبت ابنة.

## استقبال
يعتبر المسلسل مبتكرًا لمعاملته لمجموعة غير نظامية من اليهود الحريديم من خلال تجريدهم من جمعياتهم السياسية وتصويرهم على أنهم أشخاص عاديون.
في أكتوبر 2016, أُعلن أن استوديوهات أمازون كانت تخطط لإعادة صنع آل شتيسيل, التي تم تعيينها في بروكلين, نيويورك, تحت عنوان Emmis.
في مايو 2019, تم تجديد شتيسل لموسم ثالث. في مايو 2019, أدى خلاف مع جمعية الممثلين الإسرائيليين إلى تأخير توقيع عقود السلسلة الثالثة. في أغسطس 2019, قالت المنتجة دقلة باركاي : «لا يمكننا تأكيد الموسم الثالث بعد. هناك العديد من الأسباب. دعونا نأمل. نحن نفكر بشكل إيجابي. أود أن أقول إنها ستفعل».
في أبريل 2020, أكد منتج المسلسل باركاي أن الموسم الثالث من آل شتيسيل كان من المقرر أن يبدأ التصوير في مايو 2020, ولكن يجب تأجيله بسبب وباء كوفيد-19. استؤنف الإنتاج في يونيو وتم إصدار مقطورة لاحقًا في سبتمبر.
في 17 ديسمبر 2020, استضاف مركز Temple Emanu-El Streicker حدثًا عالميًا أول عبر الإنترنت للموسم 3, الحلقة 1. بدأ بث الموسم الثالث على نتفليكس في 25 مارس 2021.

## الجوائز
تم ترشيح الموسم الأول من المسلسل في 12 فئة في حفل توزيع جوائز أكاديمية التلفزيون الإسرائيلي 2013, بما في ذلك ترشيحان لكل من أفضل ممثل وممثلة في مسلسل درامي - دوف غليكمان ومايكل ألوني, وكذلك لأيليت زورر ونيتا ريسكين. في الحفل الذي أقيم في 24 يناير 2014, فاز المسلسل بـ 11 جائزة: لأفضل مسلسل درامي, أفضل ممثل في مسلسل درامي (دوف غليكمان), مخرج درامي (ألون سينغمان), سيناريو درامي (أوري ألون وجوناثان إندرسكي), تصميم الأزياء والمكياج والتصوير والموسيقى الأصلية (آفي بالالي) والموسيقى التصويرية والإدارة الفنية والتحرير.
في حفل توزيع جوائز أكاديمية التلفزيون الإسرائيلي عام 2015, فاز الموسم الثاني بجوائز الإخراج لمسلسل درامي (ألون سينغمان), وجوائز التمثيل في فئة الممثل والممثلة (دوف جليكمان في فوزه الثاني بالمسلسل, ونيت ريسكين), أصلي. الموسيقى والتصميم الفني والأزياء.

## روابط خارجية
- آل شتيسيل  على قاعدة بيانات الأفلام على الإنترنت (بالإنجليزية).
- آل شتيسيل في روتن توميتوز.